# Chi ha rubato la mia Rolls Royce/O' bbene è sempre bene
Chi ha rubato la mia Rolls Royce/O' bbene è sempre bene è il quarto singolo da solista del sassofonista italiano James Senese pubblicato nel 1990.

## Tracce
Lato A
1. Chi ha rubato la mia Rolls Royce – 5:10 (testo: James Senese – musica: Franco Del Prete, James Senese)

Lato B
1. O' bbene è sempre bene – 4:15 (testo: James Senese – musica: Franco Del Prete, James Senese)